# Gare de Loudéac
La gare de Loudéac est une gare ferroviaire française de la ligne de ligne de Saint-Brieuc à Pontivy, située sur le territoire de la commune de Loudéac, dans le département des Côtes-d'Armor, en région Bretagne.
Elle est mise en service en 1872 par la Compagnie des chemins de fer de l'Ouest. 
C'est une gare de la Société nationale des chemins de fer français (SNCF) qui n'est plus desservie que par quelques rares trains de marchandises.

## Situation ferroviaire
Établie à 170 mètres d'altitude, la gare de Loudéac est située au point kilométrique (PK) 523,645 de la ligne de Saint-Brieuc à Pontivy, fermée au trafic voyageurs. Elle se trouve entre la gare de La Motte et la gare d'Hémonstoir - Saint-Gonnery.

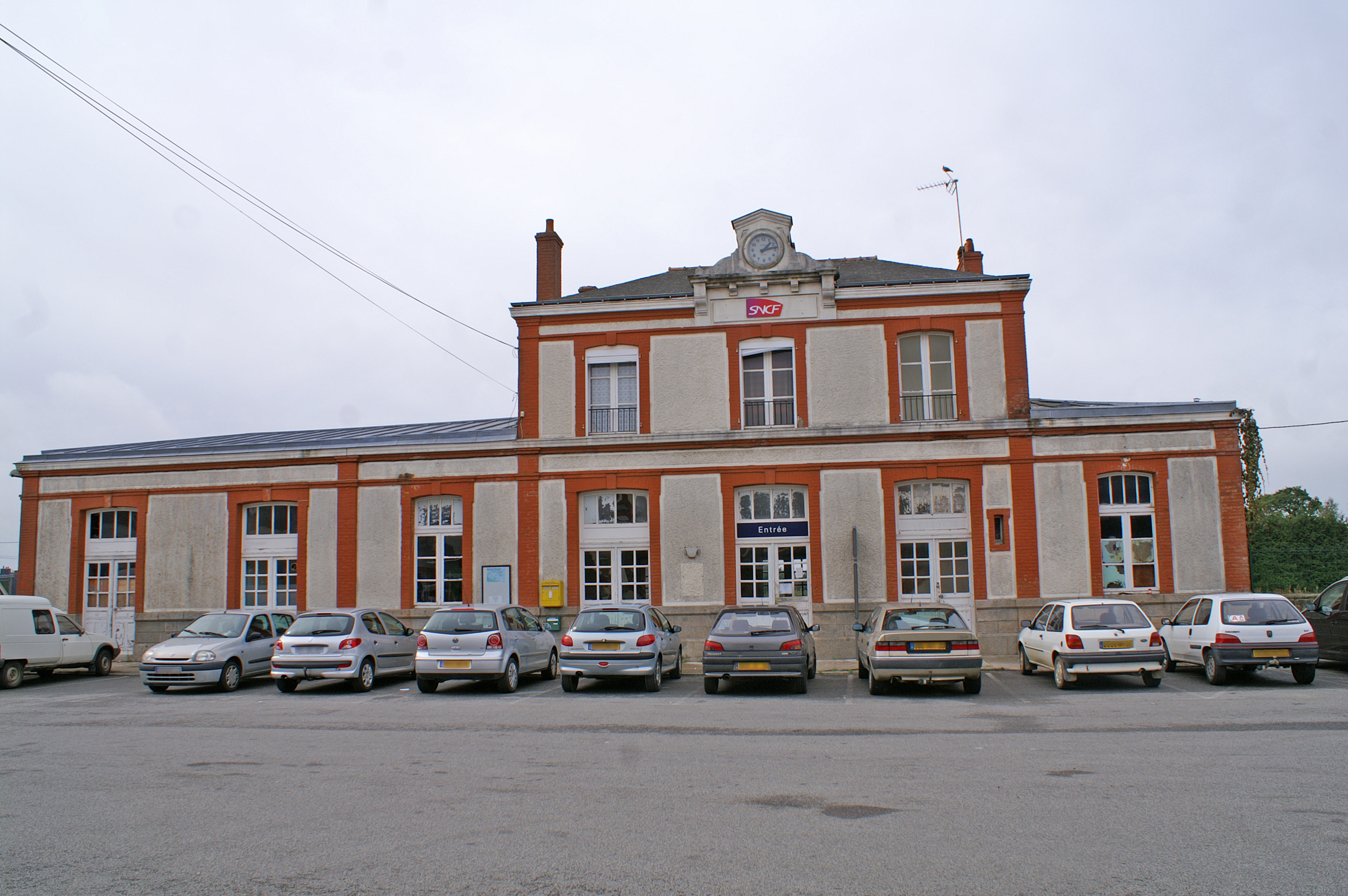
Bâtiment voyageurs vu du boulevard de la gare.

## Histoire
La mise en service de la gare, par la Compagnie des chemins de fer de l'Ouest, a lieu le 1er juillet 1872 avec l'ouverture de la section Quintin - Loudéac de la ligne de Saint-Brieuc à Pontivy. La liaison avec la gare de Pontivy est mise en service le 16 décembre 1872. Cette ouverture permet le lien avec la ligne d'Auray à Pontivy et place la gare de Loudéac sur un axe nord sud entre Saint-Brieuc et Auray.

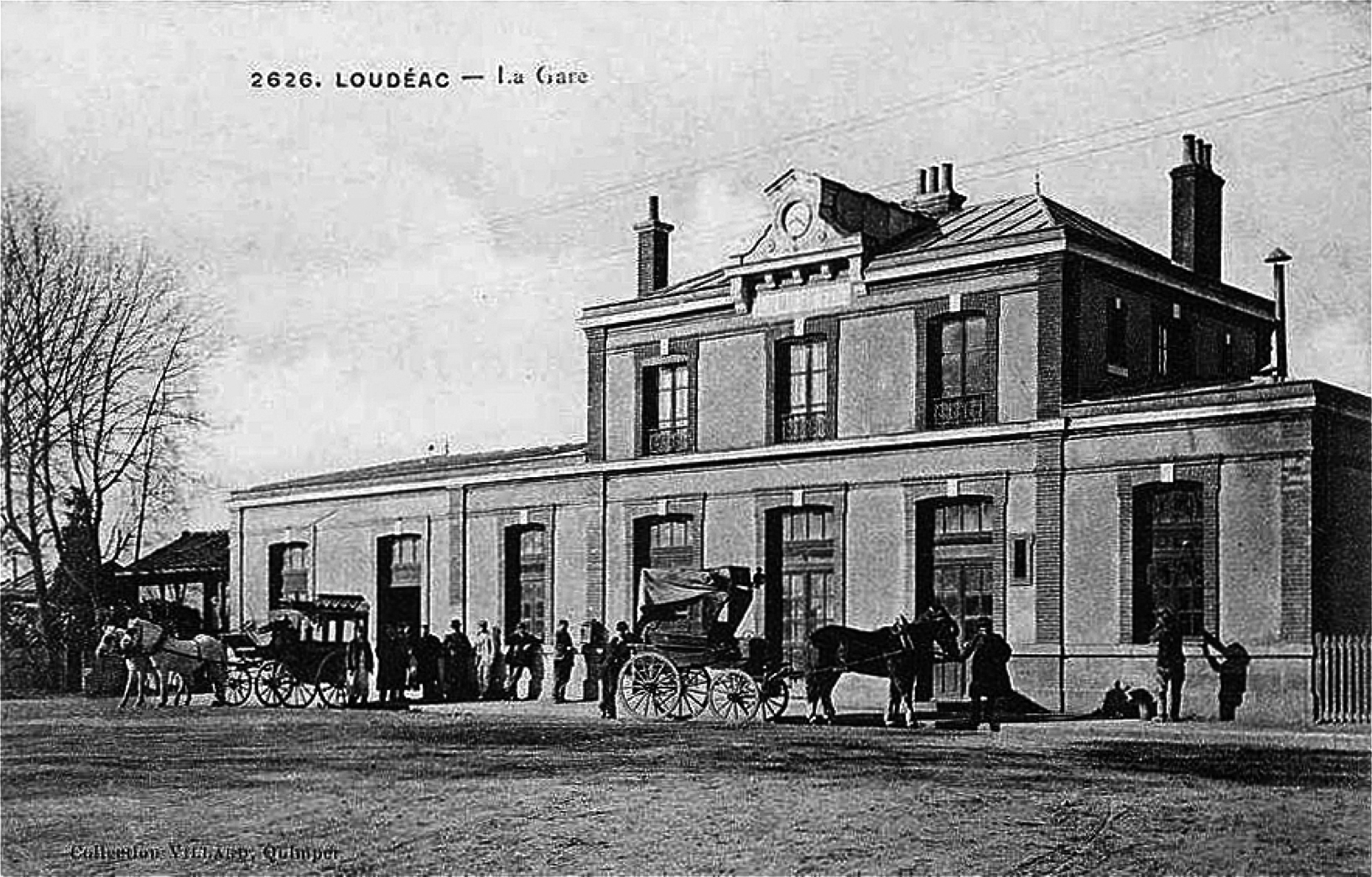
La gare vers 1900

La première moitié du XXe siècle va être la période de l'apogée pour la gare qui va devenir une gare de correspondance pour les réseaux secondaires à voie métrique. Le Réseau breton (RB) s'installe lors de l'ouverture de sa ligne de Carhaix à Loudéac avec la mise en service du tronçon venant de Rostrenen en 1902. Cette ligne est ensuite prolongée vers La Brohinière avec la mise en service d'un premier tronçon en 1904 et l'ouverture de la totalité de la ligne de Loudéac à La Brohinière en 1907. La gestion de la gare est faite en communauté avec des transbordements de quai à quai, le Réseau breton installe une annexe de son dépôt de locomotives de Carhaix. Les Chemins de fer des Côtes-du-Nord (CdN) installent également une gare de correspondance avec l'ouverture de la section de ligne de Plémy à Loudéac en 1925.
La deuxième moitié de ce XXe siècle va être nettement moins favorable. Cela débute avec les fermetures des voies métriques, la ligne des CdN ferme en 1937, puis le Réseau breton transfère son trafic sur route en 1967. Le trafic voyageurs est fermé le 27 septembre 1987 entre Pontivy et Loudéac et le 31 août 2006 entre Loudéac et Saint-Brieuc, jour ou la ligne est provisoirement fermée une année pour des travaux routiers nécessitant la suppression d'un passage à niveau et la création d'un pont ferroviaire sur la nouvelle route à deux fois deux voies. À la fin des travaux la ligne est rouverte, mais le service voyageurs reste routier. Le trafic fret cesse en 1989. La ligne est accidentellement endommagée par un wagonnet de test de la SNCF le 18 janvier 2017 . Peu après, le guichet et le bâtiment voyageurs ferment le 7 mars 2017.

## Service des voyageurs

### Accueil
La boutique de la gare est fermée depuis le mois de février 2017. L'office du tourisme a pris le relais pour la vente de billets.

### Desserte
La gare est fermée au trafic ferroviaire de voyageurs. La desserte de la gare s'effectue cependant par un service routier d'autocars  du réseau TER BreizhGo.

### Intermodalité
Un parking pour les véhicules est aménagé devant la gare. La gare est desservie par des cars de la ligne Saint-Brieuc-Loudéac-Pontivy-Vannes/Lorient du réseau BreizhGo.

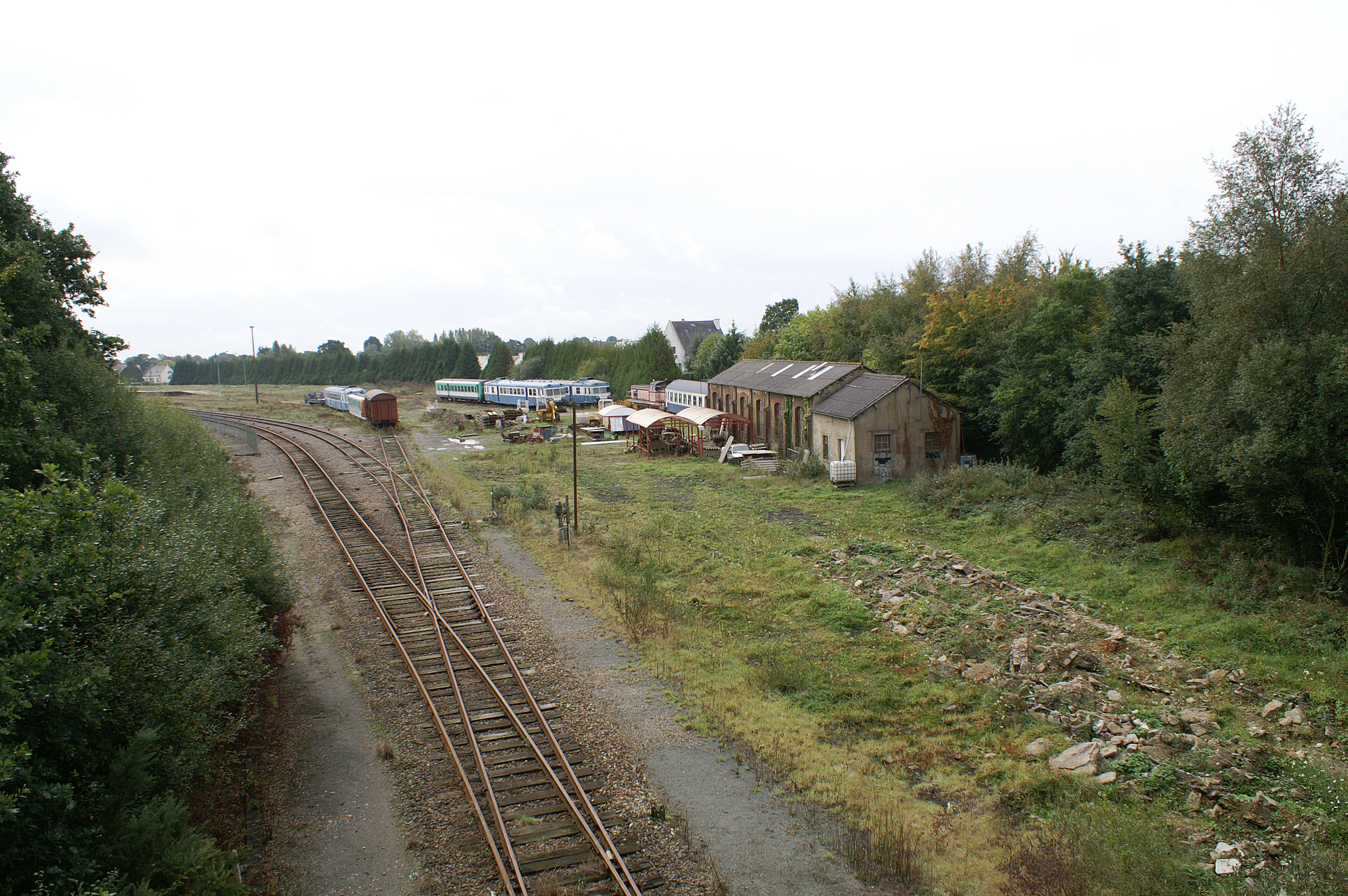
Dépôt matériel du CFBC en 2010

## Trains touristiques
L'association Chemins de fer du Centre-Bretagne (CFCB) dispose d'un espace, avec des voies et l'ancienne remise à locomotives du Réseau breton, sur l'emprise de la gare. Elle fait régulièrement circuler des trains touristiques. Durant l'été 2010. L'autorail X2830, a effectué des trafics redonnant vie aux gares de La Motte, Saint-Julien, Plaintel et Quintin.
Le service est cependant interrompu depuis que la ligne a été accidentellement endommagée sur 40km après le déraillement d’un chariot de test de la SNCF  (qui enregistrait le dénivelé et l’écartement entre les voies) le 18 janvier 2017 .

## Avenir de la gare
Plusieurs associations et élus locaux militent pour la réouverture de la ligne entre Auray et Saint-Brieuc. L’association « Centre Bretagne en train » est mobilisée.